# Трахеиды

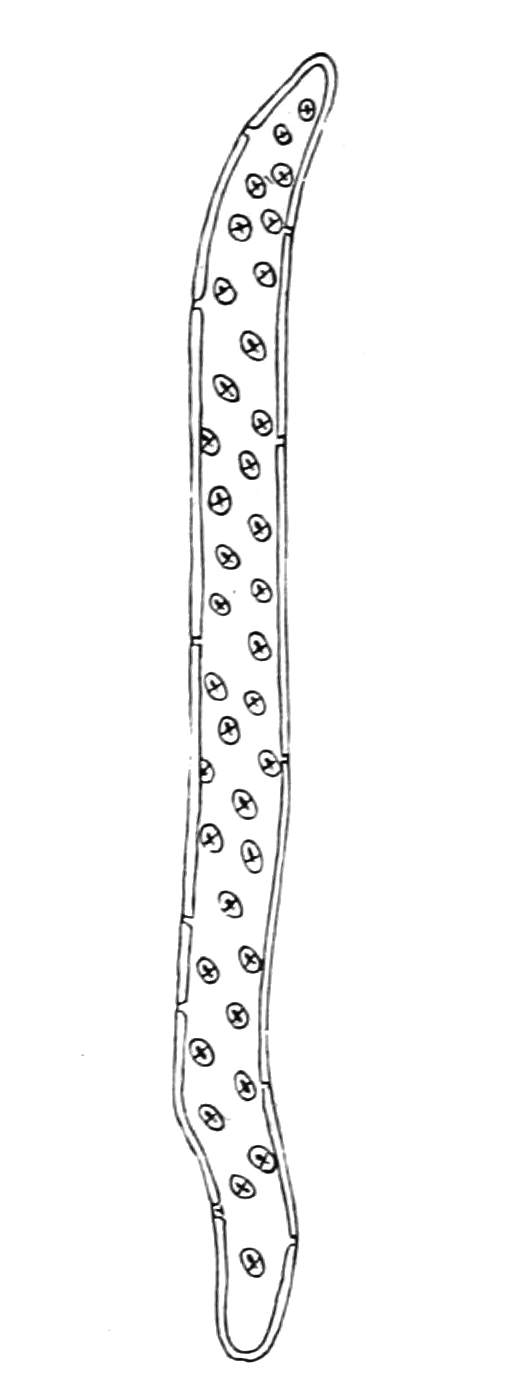
Трахеида дуба

Трахеи́ды — прозенхимные, мёртвые клетки ксилемы длиной в несколько миллиметров, шириной в десятые и сотые доли миллиметра, с неравномерно утолщёнными одревесневшими оболочками, несущими поры (часто окаймлённые), через которые происходит фильтрация растворов из одной трахеиды в другую.

## Развитие и строение
Формируются трахеиды из прокамбиальных пучков верхушечной меристемы, а также из камбия, растут интрузивно.
Трахеиды передают растворы не только в продольном направлении, но и в горизонтальном, в лежащие рядом проводящие и паренхимные элементы. Поэтому боковые стенки у них водопроницаемы. В то же время они имеют различные утолщения, что играет огромное биологическое значение, так как при относительно экономном расходовании органического вещества такие водопроводящие элементы оказываются устойчивыми к сжатию и растяжению и в то же время проницаемы.
У большинства папоротникообразных и голосеменных трахеиды служат единственным проводящим элементом в ксилеме. У покрытосеменных растений трахеиды в большем или меньшем количестве, в зависимости от вида, перемежаются с сосудами и другими элементами ксилемы. У многих покрытосеменных трахеиды вообще отсутствуют, их наличие считается признаком примитивности и древности вида. Кроме проводящей функции трахеиды несут механическую нагрузку. В стволах хвойных, например, один или два наружных слоя трахеид выполняют функцию транспортировки воды, все внутренние слои, то есть почти вся масса трахеид, воду не проводят и функционируют как механическая ткань. Между трахеидами и механическими волокнами (либриформом) существует ряд переходных форм.